# 49466 Huanglin
49466 Huanglin este o planetă minoră (asteroid) din centura de asteroizi. A fost descoperită pe 6 ianuarie 1999 la Xinglong Station⁠(d) de Beijing Schmidt CCD Asteroid Program⁠(d). 
Obiectul prezintă o orbită caracterizată de o semiaxă mare de 2,7624642548129 UAi, o excentricitate de 0,16988675479564, o înclinație de 10,32375054262 ° în raport cu ecliptica.